# The Electrifying Aretha Franklin
The Electrifying Aretha Franklin es el tercer álbum de Aretha Franklin editado en marzo de 1962.
Este se puede decir que es su primer álbum plenamente soul, en el que incluso llega a rozar el deep soul, y en donde se nota la influencia de artistas como Sam Cooke. El título ya demuestra la potencia que poseía en sus principios sobre los escenarios. Era el primer álbum que editaba bajo el sello Columbia.
- Datos: Q1619205